# Бубейкіно
Бубе́йкіно (рос. Бубейкино) — присілок у складі Грязовецького району Вологодської області, Росія. Входить до складу Сидоровського сільського поселення.

## Населення
Населення — 4 особи (2010; 8 у 2002).
Національний склад (станом на 2002 рік):
- росіяни — 100 %